# Bill Emerson
Bill Emerson właściwie Norvell William Emerson (ur. 1 stycznia 1938 w Saint Louis, zm. 22 czerwca 1996 w Bethesda) – amerykański polityk, członek Partii Republikańskiej.

## Działalność polityczna
W okresie od 3 stycznia 1981 do 3 stycznia 1983 przez jedną kadencję był ostatnim przedstawicielem 10. okręgu, a następnie do śmierci 22 czerwca 1996 przez siedem kadencji przedstawicielem 8. okręgu wyborczego w stanie Missouri w Izbie Reprezentantów Stanów Zjednoczonych.
Jego żoną była Jo Ann Emerson.